# Giovanna Maria de Maillé
Giovanna Maria de Maillé (Les Roches, 14 aprile 1331 – Tours, 28 marzo 1414) è stata una mistica francese. Fu beatificata, per equipollenza, da papa Pio IX nel 1871.

## Biografia
Di nobile famiglia, nacque nel castello des Roches, nell'arcidiocesi di Tours. Secondo la tradizione agiografica, fu favorita da doni mistici sin dalla giovinezza: avrebbe ricevuto la prima visione della Vergine con il Bambino nel 1342.
Nel 1347 fu data in moglie a Roberto de Sillé, ma i coniugi fecero voto di castità. La coppia perse le sue ricchezze per riscattare Roberto, catturato in guerra dagli inglesi.
Rimasta vedova nel 1362, Giovanna Maria fu cacciata dai famigliari del marito e si ritirò a Tours, dove emise il voto perpetuo di castità nelle mani dell'arcivescovo. Dedicò la sua vita alla preghiera e al servizio agli ammalati poveri dell'ospizio cittadino.
Si ritirò a vita eremitica a Planche de Vaux, ma nel 1386 tornò a Tours e visse da reclusa in una cella presso il locale convento francescano.
Si recò più volte alla corte di Carlo VII nel tentativo di castigarne i costumi. Morì nel 1414.

## Culto
Il processo canonico di beatificazione terminò nel 1415 e gli atti furono inviati invano ad Avignone.
La tomba della beata fu profanata nel 1562 dagli ugonotti.
Il suo culto ab immemorabili fu confermato da papa Pio IX il 28 aprile 1871.
Il suo elogio si legge nel Martirologio romano al 28 marzo.